# Dobsa Elek (labdarúgó)
Dobsa Elek (? – 1957. október 6.) kétszeres magyar bajnok labdarúgó, csatár. Fia, idősebb Dobsa Aladár (1931–2016) válogatott olimpikon sportlövő, unokája, ifjabb Dobsa Aladár (1960–) sportlövő.

## Pályafutása

### Játékosként
1915-ben az FTC ifjúsági csapatában kezdte a labdarúgást, majd 1916 és 1920 között az MTK korosztályos csapatában játszott. 1920 és 1922 között az MTK-ban szerepelt. A sorozatban tíz bajnoki címet nyerő csapat tagja volt, de nem tartozott a meghatározó játékosok közé, így csak két bajnoki cím megszerzésben volt része. 1924-ben Komlóra került, ahol megalakította a Komlói SC-t, majd a Komlói Levente Egyesületet s később a Komló-Bányatelepi SE-t.

### Edzőként
Labdarúgó karrierjének befejeztével a baranya megyei Komló SC csapatánál edzősködött.

## Sikerei, díjai
- Magyar bajnokság
  - bajnok: 1920–21, 1921–22